# Paul Renucci
Paul Renucci  (* 8. März 1915 in Erbajolo, Département Haute-Corse; † 9. November 1977 in Beaulieu-sur-Mer) war ein französischer Romanist, Italianist und Literaturwissenschaftler.

## Leben und Werk
Paul Renucci, Sohn des Italienisch-Professors Toussaint Renucci, besuchte Schulen in Clermont-Ferrand und Marseille, dann das Lycée Louis-le-Grand in Paris. Er studierte in Pavia und an der Sorbonne. Nach der Agrégation war er von 1936 bis 1945 Gymnasiallehrer in Toulouse mit Lehrauftrag an der Universität und journalistischer Tätigkeit. 1951 habilitierte er sich in Paris mit der Arbeit Dante disciple et juge du monde gréco-latin (2 Bde., Paris 1953–1954). Ab 1946 war er an der Universität Straßburg Maître de conférences, von 1952 bis 1957 Professor (von 1951 bis 1954 auch in Manchester). Ab 1957 hatte Renucci an der Sorbonne (später Universität Paris IV) als Nachfolger von Henri Bédarida den Lehrstuhl für Italienisch und Rumänisch inne. Er starb vor seiner Emeritierung. Renucci war Ritter der Ehrenlegion.

## Weitere Werke
- (Hrsg. mit Renzo Milani) Torquato Tasso, Aminta, Paris 1952
- Dante, Paris 1958, 1963
- (Vorwort) Goldoni, Théâtre, Paris 1972 (Bibliothèque de la Pléiade)
- (Hrsg.) Luigi Pirandello, Théâtre complet, Paris 1977, 1987 (Bibliothèque de la Pléiade)